# Bangana diplostoma
Bangana diplostoma е вид лъчеперка от семейство Шаранови (Cyprinidae). Видът не е застрашен от изчезване.

## Разпространение
Разпространен е в Индия (Джаму и Кашмир, Пенджаб, Утар Прадеш, Утаракханд и Химачал Прадеш) и Пакистан.